# Liste des seigneurs, comtes, puis princes d'Épinoy
Épinoy (aujourd'hui le nom d'un quartier de la ville de Carvin, comme l'est aussi Beaussart qu'on rencontrera plus loin) était une châtellenie en Flandre française et une ancienne principauté du Comté de Flandre. D'abord possession des barons d'Antoing, elle appartenait depuis 1327 à la maison de Melun.
François de Melun, connétable et premier pair de Flandres, fut fait comte d'Épinoy le 28 novembre 1514. Le comte était passé au service de son suzerain, le comte de Flandre et futur empereur Charles Quint. Le fils du comte, Hugues fut créé prince d'Épinoy et du Saint-Empire en 1545 par le même devenu empereur germanique.
Louis II de Melun, prince d'Épinoy, fut fait duc et pair de Joyeuse en 1714. À sa mort en 1724, la principauté passa au fils de sa sœur Anne-Julie-Adélaïde de Melun, Charles de Rohan, prince de Soubise, duc de Rohan-Rohan en 1749.
Parallèlement, on voit, dès le XVIIe siècle et le mariage Anne-Marie de Melun († vers 1634), marquise de Roubaix, dame d'Antoing et de Cisoing et Lamoral Ier (1563 † 1624), comte puis 1er prince de Ligne, les Princes de la Maison de Ligne, porter le titre de prince d'Amblise (à Crespin, Vicq, Quarouble, Quiévrechain) et d'Épinoy.

« Par décision rétroactive d'Albert Ier, roi des Belges, du 31 mai 1923 :
- Les descendants d'Eugène de Ligne "sont autorisés à continuer à porter le prédicat d'Altesse dont il a été fait usage pour leur Maison depuis le XVIIIe siècle" ;
- Article II : Le prince Louis-Ernest-Henri-Lamoral de Ligne est autorisé à continuer à porter le titre de prince d'Amblise et d'Épinoy.
Ce titre est transmissible par ordre de primogéniture masculine dans la descendance directe et légitime de son aïeul le prince Eugène-François-Charles-Lamoral de Ligne. »

## Seigneurs d'Épinoy
Les recherches d'un historien local de Carvin, Henri Couvreur, ont permis de repérer dès la fin du XIe siècle l'existence du plus ancien seigneur d'Épinoy, Alard "de spineto", baron des comtes de Flandres. Son fils ayant contracté alliance avec la famille d'Antoing près de Tournai deviendra seigneur d'Antoing. La seigneurie d'Épinoy-Antoing passera en 1327 à la famille de Melun quand Jean de Melun, par ailleurs grand chambellan de France, épousera en 2e noces vers 1327 Ysabeau fille héritière d'Hugues V d'Antoing.

### Famille d'Antoing

Armes de la famille d'Antoing : De gueules, au lion d'argent. Cri : BURI!

On trouve dès le XIIe siècle un Hugues Ier d'Antoing, (1140 † 1199), seigneur d'Épinoy. Les d'Antoing sont aussi prévôts de Douai depuis la mère d'Hugues II (~1204-1261/1270), Ida de Douai.
Sa descendante, Isabelle d'Antoing (vers 1300 † 6 décembre 1354), dame d'Antoing, d'Épinoy, de Sottegem, châtelaine de Gand, déjà veuve de 1° Henri de Louvain († vers 1324 sans postérité), seigneur de Gaesbeek issu de la Maison de Brabant (cf. Henri Ier), puis 2° de Alfonso de la Cerda (es) seigneur de Lunel (fils d'Alphonse ; d'où le connétable Charles) (vers 1289 † 1327), épouse 3° en 1327, Jean Ier (vers 1290 † 1359), vicomte de Melun, seigneur de Montreuil-Bellay et seigneur de Tancarville (avec sa première épouse Jeanne de Tancarville), Grand chambellan de France (1318), chambellan de Normandie. Ensemble, ils eurent :
- Deux filles : - Marie, et - Isabeau de Melun (1328 † juillet 1389 - château de Monceau au comté d'Eu, inhumée dans la crypte de la collégiale d'Eu), mariée (sans postérité survivante) en 1343 avec Pierre Ier († 1345), comte de Dreux, baron de Château-du-Loir, puis, le 11 juillet 1352 au Château d'Eu, avec Jean sans Terre d'Artois (1321 † 1387), comte d'Eu, dont postérité ;

Armes d'Hugues Ier de Melun, seigneur d'Antoing.

- et - Hugues Ier de Melun (vers 1330 † vers 1410), seigneur d'Antoing, d'Épinoy et de Sottegem, qui suit.

### Maison de Melun
- Hugues Ier de Melun[2] (vers 1330 † vers 1410), seigneur d'Antoing, d'Épinoy et de Sottegem,
  - Marié 1° en 1360 avec Marguerite de Picquigny († avant 1376), dame de Falvy et La Hérelle, dont postérité : - Hugues (x 1383 Isabelle de Ghistelles, remariée vers 1395 à Robert VIII de Béthune-Locres) et - Henri (x vers 1391 Jeanne, fille de Jacques III de Werchin, † 1445) : vicomtes de Gand et sires de Falvy, tous deux † avant 1400 sans postérité ; et - Isabeau de Melun, † 1409, x Robert de Namur ; puis Hugues Ier est...
  - Marié 2° avec Béatrix († 1419), dame de Beaussart (à Carvin) et de Wingles[8], connétable de Flandre, par son père Robert de Beaussart, et dame de Rosny-sur-Seine et de Villeneuve-en-Chevrie, de Beaumetz, de Croisilles, de Saulty/Santy, châtelaine de Bapaume, par sa mère Laure Mauvoisin (fille de Guy VII de Rosny — lui-même fils de Guy VI et de Laure de Castille d'Aumale-Ponthieu — et de Roberte de Beaumetz)[9], dont :

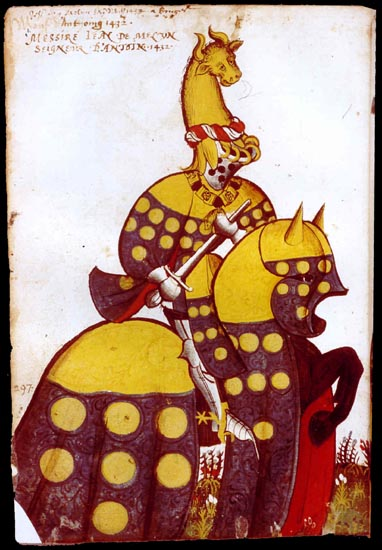
Jean IV de Melun dans Grand Armorial équestre de la Toison d'or. Manuscrit, BnF, Arsenal 4790.

- Jean IV de Melun dans Grand Armorial équestre de la Toison d'or. Manuscrit, BnF, Arsenal 4790.Jean IV de Melun (ou Jean Ier de Melun) († 15 février 1484), seigneur d'Antoing et d'Épinoy, vicomte de Gand, seigneur de Rosny, de Beaussart (à Carvin) et de Sottegem, conseiller et chambellan du duc de Bourgogne, gouverneur de Douai, chevalier de la Toison d'or,
  - → Parmi ses sœurs, Philippote dame de Croisilles épouse en 1399 Jacques Ier baron de Montmorency
  - Fiancé en 1409 avec Jeanne (1393 † septembre 1420), fille de Jean de Montagu (vers 1349 † Exécuté le 17 octobre 1409), seigneur de Marcoussis (Château de Montagu), vidame du Laonnois, Grand maître de France, capitaine de La Bastille. La fiancée se mariera en 1417 avec Jacques II de Bourbon-Preaux († 1429), seigneur de Thury,
  - Marié 1° le 28 octobre 1419 avec Jeanne (vers 1395 † 1420), fille de Jean de Luxembourg-Ligny-St-Pol (1370 † vers 1397), seigneur de Beaurevoir, dont un fils, Jean (1420 † 1420)
  - Marié 2° le 5 avril 1421 avec Jeanne d'Abbeville (vers 1400 † 1480, dame de Boubers en Vimeu (pas Boubers en Ponthieu ni Boubers-lès-Hesmond)[10],[11], de Fressenneville, de Domvast, de Caumont et de Bléquin (sa famille[12],[13],[14] eut aussi, en plus des prétentions sur Abbeville : Bernâtre, Beaumetz, Thunc(q)-village disparu entre Willencourt et Auxi...), dont :
- Jean II de Melun (vers 1431 † 26 octobre 1513), seigneur d'Épinoy, d'Antoing et de Beaumez, connétable de Flandres,
  - → Ses sœurs : - Philippote/Philippine dame de Sottegem, † vers 1450/1456, x 1441 Thibaud de Luxembourg de Fiennes ; - Hélène, † 1473, x 1454 Charles d'Artois comte d'Eu ; et - Bonne de Melun, † 1446, x 1° Pierre de Ste-Aldegonde de Noircarmes, et 2° Josse de Halwyn de Piennes
  - Marié le 2 octobre 1451 avec Marie dame de Bailleul (vers 1436 † après 1473), fille de Robert III de Sarrebruck (vers 1400 - 30 mars 1460), comte de Braine et de Roucy, seigneur de Commercy et de Montmirail, dont :
- Jean III de Melun (vers 1460 † 29 juillet 1504 prédécédé), seigneur d'Épinoy et d'Antoing, maréchal de Flandres,
  - → Ses frères et sœurs : - Robert de Rosny, gouverneur d'Arras, x Adrienne de Stavele ; - François, † 1522, évêque d'Arras en 1509 puis de Thérouanne en 1513 ; - Philippote, x 1567 Frédéric comte de Hornes ; - Guillemette, x 1485 Louis de Bournel de Monchy ; - Marguerite, x 1493 Jean de Merode baron de Petershem ; - Jacqueline, religieuse à Mons ;
  - et - Hugues de Melun, † 1524, baron de Rosny, vicomte de Gand, x 1495 Jeanne dame de Brimeux, fille d'Arnold II de Horn-Furnes et Gaesbeek : d'où la suite des vicomtes de Gand jusqu'en 1572 († de leur petit-fils le vicomte Maximilien), et les prétentions de leur descendant Sully, baron de Rosny, sur cette vicomté flamande :
    - - Jean, vicomte de Gand, baron de Brimeu, Caumont et Bailleul, prévôt de Douai, † 1559 ; x Elisabeth de Waldeck-Eisenberg : 
      - parents du vicomte de Gand et prévôt de Douai : Maximilien, 1527-1572, gouverneur-capitaine d'Arras, sans postérité de son mariage en 1553 avec Anne Rollin[15], remariée en 1576 avec Robert de Melun ci-dessous ;

    - les sœurs de Jean : - Marguerite, dame de Fressen(ne)ville (x 1528 Antoine d'Ailly vidame d'Amiens) ; - Honorine dame de Ravensberghe (1508-1590 ; sans postérité, x 1523 Jean de Jauche de Mastaing sire d'Hérimez) ;
    - et - Anne de Melun, baronne de Rosny et dame de Villeneuve, † vers 1540 ; x 1529 Jean IV de Béthune : → parents de François de Béthune, → père lui-même du grand Sully qui cherchera vainement à récupérer la vicomté de Gand : huguenot, il ne put succéder à son grand-cousin le vicomte Maximilien, fervent papiste) ; et Adrienne, religieuse.

  - Jean III s'est marié le 18 mars 1495 avec Isabelle de Luxembourg, dame de Richebourg (fille de Jacques de Luxembourg-Ligny († 20 août 1487), sire de Richebourg, dont :
- François de Melun († 1547), seigneur d'Épinoy ;

## Comtes d'Épinoy (1514)
- François de Melun († 1547), seigneur puis 1er comte d'Épinoy (28 novembre 1514), baron d'Antoing, seigneur de Beaumetz, de Wingles, de Rosny, de Boubers et/ou Boubers, de Caumont, de Richebourg, d'Herselles, de Ruminghem, de Breuck, châtelain de Bapaume, chambellan de Charles Quint, chevalier de la Toison d'or (1515, brevet no 152),
  - → Sa sœur Marie de Melun, † 1553, x 1° 1505 Jean V de Bruges-La Gruuthuse, et 2° 1514 le maréchal Jacques II de Chabannes
  - Leur demi-frère naturel, bâtard de Jean III, Frédéric de Melun, sire d'Illies, gouverneur-capitaine de Béthune en 1522, † vers 1562, est l'auteur de la branche de Cottenes/Cottes
  - François s'est marié le 7 juillet 1514 avec Louise († 1er octobre 1534), fille de Gaston II de Foix († 1500), comte de Foix-Candale, vicomte de Castillon, captal de Buch, et de Catherine de Foix-Navarre, dont :

Armes de la maison de Melun : D'azur à sept besants d'or, 3, 3 et 1, au chef du même.

- Hugues II de Melun (1520 † 13 août 1553), 2e comte d'Épinoy.

## Princes d'Épinoy (1545)

### Maison de Melun
- Hugues II de Melun (1520 † Tué le 13 août 1553), 2e comte d'Épinoy, seigneur d'Antoing et de Richebourg, 1er prince d'Épinoy et du Saint-Empire (1545),
  - → Sa sœur Claude épouse en 1531 Adrien de Croÿ comte de Rœulx, † 1553
  - Marié le 3 août 1543 avec Yolande de Barbençon-Werchin (1520-1593)[16], dame de Roubaix et du Biez, fille de Pierre « de Barbançon » († 1556), seigneur de Werchin, de Roubaix et du Biez, Grand sénéchal du Hainaut, dont :
    - Charles, prince d'Épinoy, sans alliance, † 1579 : ci-dessous ;
    - Anne-Marie († vers 1634), marquise de Roubaix, dame d'Antoing et de Cisoing, mariée, le 1er février 1584, avec Lamoral Ier (1563 † 1624), comte puis 1er prince de Ligne et du Saint-Empire, dont la suite des princes d'Epinoy de la maison de Ligne : ci-dessous ;
    - Pierre (1550 † 1594), prince d'Épinoy et du Saint-Empire, dont la suite des princes d'Epinoy des maisons de Melun puis de Rohan-Soubise : ci-dessous ;
    - Robert, marquis de Roubaix, sire de Richebourg et Caumont, † 1585 au siège d'Anvers : ci-dessous ;
    - Jacques († 1560), seigneur de Saulty ;
    - Hélène († 19 mai 1590), mariée 1° en 1565 avec Floris de Montmorency-Nivelles-Horn, seigneur de Montigny († exécuté le 15 octobre 1570 au château de Simancas (es), en Espagne), gouverneur et Grand-bailli de Tournai et du Tournaisis, petit-fils de Philippe Ier et frère cadet de Philippe II, dont postérité, puis 2° le 12 novembre 1581 avec Floris (Florent)[17] (1550 † 1620), comte de Berlaymont, 4e comte de Lalaing, dont postérité ;
- Charles de Melun († 15 juin 1579 - Venise), prince d'Épinoy[18],[19], sans alliance ;
- Pierre de Melun (1550 † 1594), prince d'Épinoy et du Saint-Empire, marquis de Richebourg, d'Antoing, sénéchal du Hainaut, gouverneur de Tournai, x 1° 1572 Philippe-Chrétienne de Lalaing (d'où Mathieu, † 1582), et 2° 1586 Hippolyte de Montmorency-Bours († 1616 ; fille de Jean de Montmorency-Bours et de Bernarde, fille de Michel III Gaillard de Longjumeau, lui-même fils de Michel II et de Souveraine de Valois-Orléans-Angoulême, et petit-fils de Michel Ier Gaillard et de Charles d'Orléans-Angoulême) : → parents de : - Guillaume III (1588-1635) ci-dessous ; - Henri († en duel en 1607), et Henri-Anne († 1630), deux marquis de Richebourg, sans postérité ; - Hippolyte-Anne (1590-1615) dame de Caumont, x Philippe-Charles de Ligne d'Arenberg ; et - Anne (1597-1668), x 1611 Alexandre Ier de Bournonville comte de Hénin, d'où Alexandre II, prince de Bournonville.

#### Un héritage disputé
Lors de la coalition de la noblesse des provinces à majorité protestantes des Pays-Bas espagnols contre la politique du roi d'Espagne, Philippe II, Pierre de Melun fut un des opposants les plus décidés de la noblesse. En vain le roi voulut le faire passer dans les rangs des royalistes, il resta attaché à ses convictions politiques. Ses biens furent en conséquence confisqués pour cause de félonie en 1577.
Le roi d'Espagne (Philippe II) manda au duc de Parme (Alexandre Farnèse) de féliciter en son nom Robert de Melun, marquis de Roubaix, de sa victoire sur François de La Noue, promettant de se souvenir en temps utile de son zèle et du service signalé qu'il venait de rendre à la cause d'Espagne. En effet, quelques années plus tard, le roi, « pour honorer et récompenser le marquis, lui fit don général, sans en rien excepter, de tous les biens, fiefs, terres et seigneuries qui avaient appartenu à Pierre de Melun, son frère, cy-devant prince d'Épinoy, qui les avaient fourfaict au moyen de ses félonies, port d'armes, rébellion et crime de Lèze-Majesté. »
- Robert de Melun († 1585 - au siège d'Anvers), fils cadet des précédents, marquis de Roubaix (1er mars 1579[23]), vicomte de Gand (1572), seigneur de Richebourg et de Caumont, prince d'Épinoy, marié en 1576 avec Anne Rollin (vers 1535 † 21 avril 1603 ; dame d'Aymeries, Raismes et Duisans, arrière-arrière-petite-fille du chancelier Rolin, veuve en 1572 du vicomte de Gand Maximilien de Melun évoqué plus haut), sans postérité ;

Philippe II d'Espagne avait ordonné que les biens de Robert de Melun passeraient à ses sœurs, à l'exclusion de Pierre de Melun, prince d'Épinoy qui s'était réfugié en France et contre lequel le monarque restait toujours implacable. L'aînée, - Hélène de Melun, comtesse de Berlaimont, mourut sans postérité ; sa sœur - Anne-Marie, épouse de Lamoral Ier, prince de Ligne, devint alors seule propriétaire des biens de la maison de Melun, et à la mort de sa mère, en 1593, elle fut également mise en possession, par la protection de l'Espagne, de tous les biens de la maison de Werchin, quoiqu'ils eussent été légués par Yolente de Werchin à son fils exilé. C'est ainsi que la seigneurie de Roubaix passa entre les mains des princes de la maison de Ligne.
- 1585-1634 : Anne-Marie de Melun († vers 1634), marquise de Roubaix, dame d'Antoing et de Cisoing, princesse d'Épinoy, mariée, le 1er février 1584, avec Lamoral Ier (1563 † 1624), comte puis 1er prince de Ligne et du Saint-Empire, dont postérité ci-dessous ;

À la mort de Pierre de Melun, ses enfants revendiquèrent, dans les Pays-Bas espagnols, les biens de leur père. Le roi de France (Henri IV) intervint auprès des archiducs Albert et Isabelle en leur faveur pendant l'année 1602. Les parties firent un accord qui fut approuvé par les souverains le 16 août de la même année. Grâce à l'intervention du roi de France, l'archiduc proposa une transaction entre les deux familles, qui rendit à Guillaume III de Melun, resté seul héritier de son père, une partie des biens paternels et laissa ainsi la seigneurie de Roubaix à la princesse de Ligne.
- Guillaume III de Melun (8 mars 1588 † 8 septembre 1635 - Saint-Quentin), prince d'Épinoy et du Saint-Empire, marquis de Richebourg et de Roubaix, vicomte de Gand et de Beaussart, connétable et sénéchal de Flandres, grand bailli du Hainaut. De sa 2e femme Ernestine-Claire-Eugénie de Ligne-Arenberg épousée en 1615 : Postérité détaillée à l'article qui lui est consacré, dont - Anne de Melun ; - Ambroise et - Alexandre-Guillaume de Melun qui suivent comme princes d'Epinoy ; - Charles-Alexandre-Albert, auteur de la branche dite des marquis, comtes et vicomtes de Melun ; et - François-Philippe de Melun, marquis de Richebourg et comte de Beaussart : Postérité, dont Guillaume.
- Ambroise de Melun (18 novembre 1618 † 5 août 1641 - des suites d'une blessure reçue au siège d'Aire-sur-la-Lys[25] - inhumé aux Capucins de Saint-Quentin, auprès de son père), fils aîné de Guillaume III, prince d'Épinoy et du Saint-Empire[26],
- Alexandre Guillaume de Melun († 16 février 1679 - château d'Antoing), frère cadet du précédent, prince d'Épinoy et du Saint-Empire, vicomte de Gand, Chevalier du Saint-Esprit (31 décembre 1661),
- Louis Ier de Melun (27 octobre 1673 † 24 septembre 1704 - Strasbourg), fils du précédent et de Jeanne-Pélagie de Rohan-Chabot, prince d'Épinoy et du Saint-Empire, maréchal-de-camp (1702), brigadier, connétable de Flandres,
- Louis II de Melun (octobre 1694 † Tué le 31 juillet 1724 - Chantilly), fils du précédent, 8e prince d'Épinoy et du Saint-Empire, baron d'Antoing, puis duc de Joyeuse et pair de France (nouvelle érection en octobre 1714), baron de Cisoing et de Viviers, comte de Saint-Pol (ces deux derniers fiefs venus, comme Joyeuse, de sa mère Élisabeth-Thérèse de Lorraine), vicomte de Gand et châtelain de Bapaume[27], dit le duc de Melun. → Sa sœur Anne-Julie-Adélaïde de Melun (1698-1724) épouse en 1714 Jules de Rohan, d'où le maréchal  Charles de Rohan-Soubise (1715-1787), prince d'Epinoy, le maréchal de Soubise : ci-dessous.

On trouve aussi
- Jean Alexandre Théodose de Melun-Gand[28],[29] (25 janvier 1710 † 6 janvier 1738 - Paris), cousin issu de germain du précédent (voir la généalogie à l'article Guillaume III de Melun, leur arrière-grand-père), institué son légataire universel, « prince d'Épinoy, comte de Melun », seigneur prévôt héréditaire de Douai, (châtelain) seigneur de Bailleul (par sa femme et cousine germaine Louise-Elisabeth de Melun-Gand (1712-1755), fille de Louis-Gabriel de Melun-Gand (1676-1739 ; petit-fils dudit Guillaume III de Melun) ; elle épousa ensuite Louis de Melun-Maupertuis, puis Gilbert-Alyre VII de Langeac), connétable héréditaire de Flandres, mestre de camp commandant le régiment Royal Cavalerie (1724).

### Maison de Rohan-Soubise

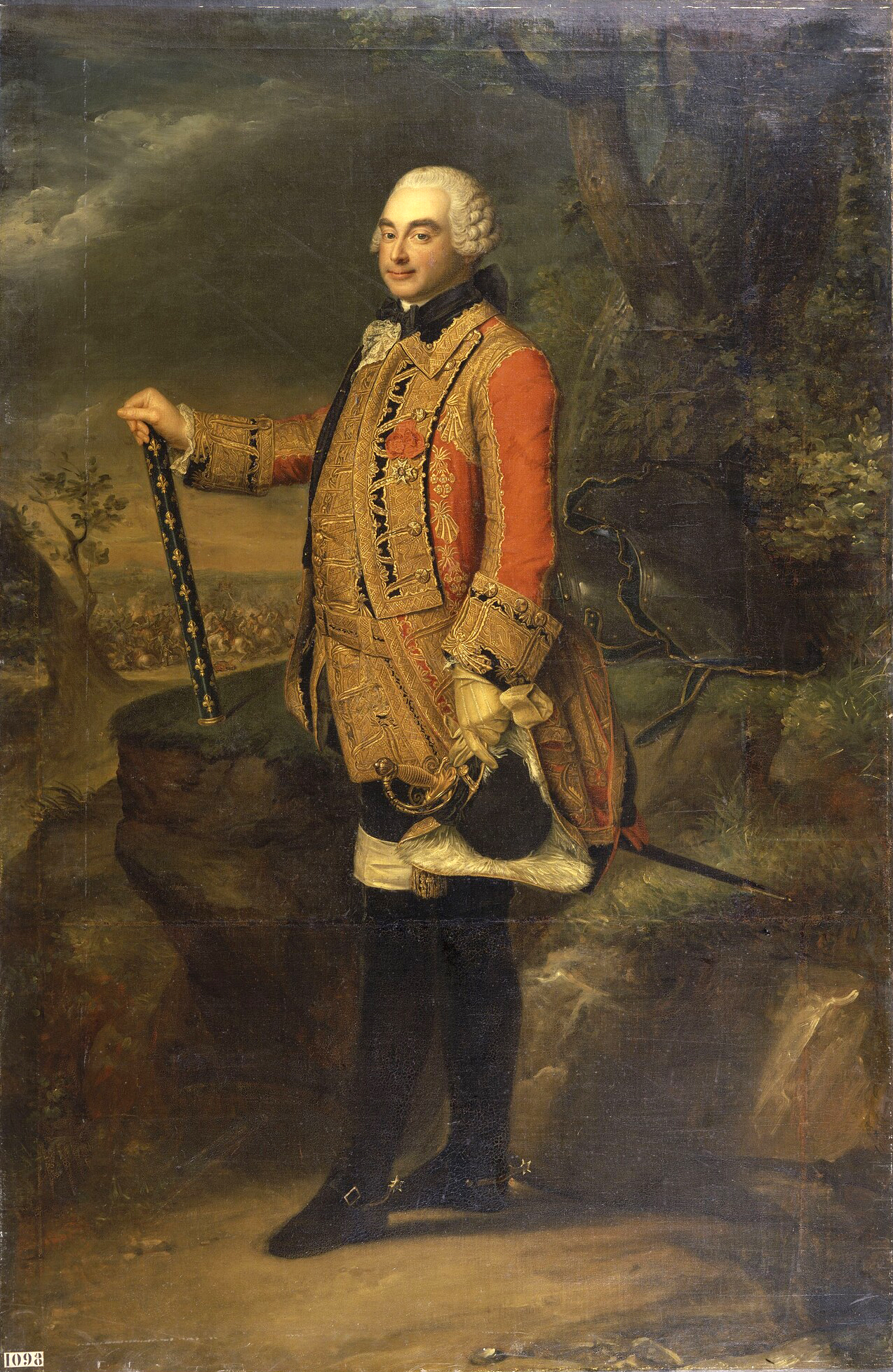
Charles de Rohan-Soubise, maréchal de France.

- Charles de Rohan (16 juillet 1715 - Versailles † 2 juillet 1787 - hôtel de Soubise), prince de Soubise, duc de Rohan-Rohan (1749), prince d'Épinoy, maréchal de France, gouverneur des Flandres et du Hainaut, ministre d'État.

## Princes d'Amblise et d'Épinoy de lamaison de Ligne
Anne-Marie de Melun († vers 1634), marquise de Roubaix, dame d'Antoing et de Cisoing, fille de Hugues II de Melun (1520 † 13 août 1553), 2e comte puis 1er prince d'Épinoy et du Saint-Empire (1545), épouse, le 1er février 1584, avec Lamoral Ier (1563 † 1624), comte puis 1er prince de Ligne et du Saint-Empire.
- Lamoral Ier de Ligne (19 juillet 1563 † janvier 1624 - Bruxelles), comte puis 1er prince de Ligne (1601), marquis de Roubaix, baron de Belœil (Belgique), d'Antoing, de Cisoing, de Werchin et de Wassenaar, comte de Fauquemberg, vicomte de Leyden, diplomate, grand d'Espagne de 1re classe (1621), chevalier de la Toison d'or, marié, le 1er février 1584, avec Anne-Marie de Melun († vers 1634), marquise de Roubaix, dame d'Antoing et de Cisoing ;
  - Florent de Ligne (13 août 1588 † 17 avril 1622), fils du précédent, marquis de Roubaix, baron d'Antoing, 1er prince d'Amblise (20 avril 1608[réf. nécessaire][30])
  - Marié, le 19 mars 1608, avec Louise (1594 † 1er décembre 1667 - Mons), fille de Henri de Lorraine (31 juillet 1570 - Nancy † 26 novembre 1600 - Vienne (Autriche)), comte de Chaligny, prince du Saint-Empire, d'où :
- Albert Henri de Ligne (1615 † 1641), fils du précédent, 3e prince de Ligne et du Saint-Empire, prince d'Amblise et d'Épinoy, marquis de Roubaix, baron d'Antoing, grand d'Espagne,
  - Marié le 27 janvier 1634 avec sa cousine Claire-Marie de Nassau (7 octobre 1621 † 2 septembre 1695), fille de Jean VIII de Nassau-Siegen (1583 † 1638), comte de Nassau-Siegen et de Ernestine-Yolande de Ligne (1594 † 4 juin 1668), princesse de Ligne, sans postérité ;
- Claude-Lamoral Ier de Ligne (8 novembre 1618 † 21 décembre 1679 - Madrid), 4e prince de Ligne et du Saint-Empire, prince d'Amblise et d'Épinoy, grand d'Espagne, marquis de Roubaix, comte de Fauquemberghe et de Nichin, vicomte de Leyden, baron de Werchin, de Belœil, d'Antoing, de Cisoing, de Villiers, de Jeumont, souverain de Fagnolles, seigneur de Baudour, de Ponthoir, de Montreuil, d'Hauterange, de Pommereul, d'Ollignies, Premier seigneur de Flandres, pair, sénéchal et maréchal de Hainaut, vice-roi de Sicile (1669), puis Gouverneur du duché de Milan (1674-1678), chevalier de la Toison d'or (1646, brevet no 416),
  - Marié en 1642 avec la veuve de son frère (qui est également sa cousine), Claire-Marie de Nassau (1621 † 1695), dont :
- Henri Louis Ernest de Ligne (4 février 1644 † 8 février 1702), 5e prince de Ligne et du Saint-Empire, prince d'Amblise et d'Épinoy, grand d'Espagne, marquis de Roubaix, comte de Fauquemberghe et de Nichin, vicomte de Leyden, baron de Werchin, de Beloeil, d'Antoing, etc., Premier seigneur de Flandres, pair, sénéchal et maréchal de Hainaut, gouverneur du duché de Limbourg, chevalier de la Toison d'or (1684, brevet no 532),
  - Marié le 12 janvier 1677 avec Juana Francisca Folch de Cardona (4 mai 1663 - Madrid † 18 janvier 1691), fille de Luis Ramón Folch de Cardona (1608 † 1670), 6e duc de Segorbe (es), dont :
- Claude Lamoral II de Ligne (5 juillet 1685 † 7 août 1766), 6e prince de Ligne et du Saint-Empire, prince d'Amblise et d'Épinoy, grand d'Espagne, marquis de Roubaix, vicomte de Leyden, baron d'Antoing, etc., Premier seigneur de Flandres, pair, sénéchal et maréchal de Hainaut, gouverneur du duché de Limbourg, chevalier de la Toison d'or (1721, brevet no 657), conseiller d'État,
  - Marié le 18 février 1721 avec Elisabeth Alexandrina zu Salm (22 juillet 1704 † 27 décembre 1739 - Bruxelles), dont :
- Charles Joseph Lamoral de Ligne (23 mai 1735 - Bruxelles † 13 décembre 1814 - Vienne (Autriche)), 7e prince de Ligne et du Saint-Empire (1766-1814), prince d'Amblise et d'Épinoy, grand d'Espagne, marquis de Roubaix, vicomte de Leyden, baron d'Antoing, etc., Premier seigneur de Flandres, pair, sénéchal et maréchal de Hainaut, chambellan de l'empereur d'Autriche, chevalier de la Toison d'or,
  - Marié le 6 août 1755 avec Maria Franziska (27 novembre 1739 † 17 mai 1821), fille de Emanuel Joseph Johann (3 février 1698 - Vienne (Autriche) † 15 janvier 1771 - Vienne (Autriche)), prince von und zu Liechtenstein, grand-maître de la Cour, dont trois fils qui ne survécurent pas à leur père ;
- Eugène François Charles Lamoral de Ligne (7 pluviôse an XII (28 janvier 1804) - Bruxelles † 20 mai 1880 - Bruxelles), petit-fils du précédent (et fils du prince Louis-Eugène de Ligne (1766-1813) et de Louise van der Noot), 8e prince de Ligne « et du Saint-Empire », prince d'Amblise et d'Épinoy, grand d'Espagne, ambassadeur du royaume de Belgique, ministre d'État, président du Sénat belge, chevalier de la Toison d'or (1846, brevet no 971),
- Louis Eugène Henri Marie de Ligne (18 juillet 1854 - Paris † 27 août 1918 - Belœil (Belgique)), petit-fils du précédent (et fils de Henri Maximilien Joseph Charles Louis Lamoral de Ligne (16 octobre 1824 - Paris † 27 novembre 1871 - château de Belœil (Belgique)) et de Marguerite de Talleyrand-Périgord (1832 † 1917)), 9e prince de Ligne, prince d'Amblise et d'Épinoy, grand d'Espagne, ambassadeur extraordinaire d'Albert Ier, roi des Belges, Chevalier grand-croix de l'Ordre royal de Victoria (25 janvier 1910), chevalier de l'ordre souverain de Malte,
  - Marié avec Elisabeth de la Rochefoucauld, fille de Sosthène II de La Rochefoucauld (1825 † 1908), duc de Doudeauville, dont une fille ;
- Ernest Louis Henri Lamoral de Ligne (13 janvier 1857 - Paris Ier † 23 juin 1937 - Bruxelles), frère du précédent, 10e prince de Ligne, prince d'Amblise et d'Épinoy, grand d'Espagne, Chevalier de l'ordre illustrissime de la Toison d'or (1930, brevet no 1170),
  - Marié avec Diane de Cossé-Brissac, dont :
- Eugène II Frédéric Marie Lamoral de Ligne (1893 † 1960), 11e prince de Ligne, prince d'Amblise et d'Épinoy, grand d'Espagne, chevalier de la Toison d'or (1954, brevet no 1263), commandeur de la Légion d'honneur[31],
  - Marié avec Philippine Marie Cécile Douce de Noailles (1898 † 1991), fille François Joseph Eugène Napoléon de Noailles (1866 † 1900), 10e prince de Poix,
- Baudouin Marie Lamoral de Ligne (1918 - Ostende † 1985 - Cannes), 12e prince de Ligne, prince d'Amblise et d'Épinoy, grand d'Espagne,
  - Sans postérité ;
- Antoine Marie Joachim Lamoral de Ligne (8 mars 1925 - Bruxelles † 21 août 2005), frère du précédent, 13e prince de Ligne, prince d'Amblise et d'Épinoy, grand d'Espagne, chevalier de la Toison d'or, chevalier de l'ordre de Léopold, chevalier de l'ordre de la Couronne,
  - Marié le 17 août 1950 avec la princesse Alix de Luxembourg, dont :
- Michel Charles Eugène Marie Lamoral de Ligne (né le 26 mai 1951 à Belœil), 14e prince de Ligne, prince d'Amblise et d'Épinoy, grand d'Espagne,
  - Marié, le 10 mars 1981 à Rio de Janeiro, avec Eléonore d'Orléans-Bragance (née le 20 mai 1953 à Rio de Janeiro), princesse de Brésil, d'où postérité.

## Sources
Sté de recherches historique de Carvin. Henri Couvreur
- (en) « www.heraldica.org », The Rank/Title of Prince in France (consulté le 16 novembre 2010) ;
- « roglo.eu », d'Epinoy (consulté le 16 novembre 2010) ;
- « www.heraldique-europeenne.org », Maison de Ligne (consulté le 17 novembre 2010) ;
- François-Alexandre Aubert de La Chesnaye des Bois, Dictionnaire de la noblesse, contenant les généalogies, l'histoire & la chronologie des familles nobles de la France, l'explication de leurs armes, & l'état des grandes terres du royaume : On a joint le tableau généalogique, historique, des maisons souveraines de l'Europe, & une notice des familles étrangères, les plus anciennes, les plus nobles, & plus illustrés, vol. 10, Chez la veuve Duchesne, 1775 (lire en ligne) ;